# Trichipocregyes mausoni
Trichipocregyes mausoni är en skalbaggsart som beskrevs av Stefan von Breuning 1950. Trichipocregyes mausoni ingår i släktet Trichipocregyes och familjen långhorningar. Inga underarter finns listade i Catalogue of Life.